# Manrico
Manrico  è un nome proprio di persona italiano maschile.

## Varianti
- Femminili: Manrica

### Varianti in altre lingue
- Latino: Manricus[1]
- Spagnolo: Manrique
- Tedesco: Mannrich

## Origine e diffusione
È composto dai due termini germanici man ("uomo") e ric ("potere", "potente"), e può quindi essere interpretato come "uomo potente".
Come il più comune Enrico e gli altri nomi germanici analoghi, si è diffuso in Italia con la presenza delle popolazioni longobarde a partire dal V-VI secolo.

## Onomastico
Il nome Manrico non è portato da alcun santo patrono, quindi è adespota; l'onomastico si può festeggiare il 1º novembre, in occasione di Ognissanti.

## Persone
- Manrico Berti, calciatore italiano
- Manrico Ducceschi, partigiano italiano
- Manrico Gammarota, attore e regista italiano
- Manrico Guerrieri, calciatore italiano
- Manrico Marchetto, rugbista a 15 e architetto italiano
- Manrico Murzi, poeta, scrittore, giornalista e traduttore italiano

## Il nome nelle arti
- Manrico è il protagonista dell'opera di Giuseppe Verdi Il trovatore.
- Manrico Benassi è il protagonista del romanzo di Antonio Pennacchi Il fasciocomunista, e del film del 2007 da esso tratto Mio fratello è figlio unico, diretto da Daniele Luchetti.